# Qarqar
Qarqar est un site archéologique au nord-ouest de la Syrie. Une très grande bataille (la bataille de Qarqar) s'y déroula en 853 av. J.-C. entre Salmanazar III, roi d'Assyrie et une coalition de princes d'Aram (le grand état Araméen du Levant), des cités Phéniciens coalisés (dont Tir et Sidon), du royaume d'Israël et de l'Égypte (qui a toujours soutenu les révoltes ou coalitions des Levantins contre les Assyriens). Une seconde bataille y eut lieu en 720 av. J.-C.